# Cattle Annie
Anna Emmaline McDoulet, bekannt als Cattle Annie (* 29. November 1882 in Lawrence, Kansas; † 7. November 1978 in Oklahoma City, Oklahoma) war eine jugendliche US-amerikanische Gesetzlose im Wilden Westen, meist gemeinsam mit Jennie Stevens (bekannt als Little Britches). Bekannt wurde Cattle Annie durch den Spielfilm Zwei Mädchen und die Doolin-Bande (Originaltitel: Cattle Annie and Little Britches) aus dem Jahr 1981, in dem Amanda Plummer als Cattle Annie ihr Debüt hatte. Unter der Regie von Lamont Johnson spielte Diane Lane die Rolle der Little Britches.
Cattle Annie und Little Britches waren Scharfschützinnen mit Pistole und Gewehr, sind heute aber abseits des Filmes weitgehend unbekannt, obwohl sie zu ihrer Zeit zu den meistgenannten Namen in Oklahoma und dem Indianer-Territorium gehörten und für ihr kriminelles Vorgehen bekannt waren.

## Leben
Anna wurde in Lawrence im Douglas County im östlichen Kansas als eines von acht Kindern von James C. und Rebekah McDoulet geboren. Als Anna vier Jahre alt war, zog die Familie nach Coyville im Wilson County im Südosten von Kansas. Anna arbeitete im Hotel als Geschirrspülerin und machte auch andere Gelegenheitsarbeiten. Als sie zwölf Jahre alt war, zog die Familie in das Otoe Reservat in der Nähe von Skiatook nördlich von Tulsa im nördlichen Oklahoma-Territorium, wo sie sich zur Gesetzlosen wandelte.

## Leben als Outlaw
Annie und Little Britches folgten den Erzählungen über die Bill-Doolin-Bande nach Lektüre von Groschenromanen wie jene von Ned Buntline, der berühmt für seine meist fiktiven Geschichten über Buffalo Bill Cody (z. B. „Buffalo Bill Cody – König der Grenzer“) als Westgrenzen-Held und Show-Star wurde.
Zwei Jahre lang durchstreiften Cattle Annie und Little Britches das ehemalige Indianer-Territorium, oftmals zusammen und zu anderen Zeiten allein. Sie stahlen Pferde, verkauften Alkohol an die Osage- und Pawnee-Indianer und warnten Banden Gesetzloser, wenn Strafverfolgungsbehörden in der Nähe waren. Sie trugen Männerkleidung und Pistolen in Gürtelholstern. Ihre Abenteuer machten Schlagzeilen von Guthrie, der Hauptstadt von Oklahoma bis Coffeyville im Südosten von Kansas, wo die Dalton-Bande am 5. Oktober 1892 versuchte, gleichzeitig zwei Banken auszurauben.
Der Deputy Marshal Steve Burke fasste die 13-jährige Cattle Annie im Jahr 1895, nachdem sie aus einem Fenster kletterte. Sein Kollege, der US Marshal Bill Tilghman (Uncle Billy) hatte eine schwierigere Aufgabe bei der Ergreifung von Little Britches, die zuerst mit einer Winchester auf beide Gesetzeshüter schoss und, nachdem Tilghman ihr Pferd erschossen hatte und sie zu Boden gegangen war, erst noch mit einer Pistole auf Tilghman schoss und sich anschließend eine körperliche Auseinandersetzung mit dem berühmten Gesetzeshüter lieferte, bevor er sie in Gewahrsam nehmen konnte.
Cattle Annie wurde zu einem Jahr Haft verurteilt, die sie im Massachusetts Correctional Institution (heute: Hochsicherheitsgefängnis Massachusetts Correctional Institution – Cedar Junction) in Framingham absaß, bis sie aus Gründen der Gesundheit auf Bewährung entlassen wurde. 
Sie blieb für einige Zeit in Framingham, da die Strafvollzugsbeamten davon ausgingen, wenn sie nach Oklahoma zurückkehren würde, sie wahrscheinlich wieder kriminell werden würde. Im Jahre 1898 wurde sie Haushälterin von Mrs. Mary Daniels in Sherborn in Middlesex County südlich von Framingham. Ein paar Monate später soll sie nach New York City gezogen sein, wo sie an Tuberkulose starb.

### Weiteres Szenario
Ein weiterer Bericht behauptet, Annie hätte Framingham verlassen, um nach Oklahoma zurückzukehren. Dort soll sie am 13. März 1901 Earl Frost aus Perry, Noble County, Oklahoma, geheiratet haben. Das Paar soll zwei Söhne, Robert C. Frost (1903–1993) in Oklahoma City und Carlos D. Frost, gehabt haben, die später in Malibu, Kalifornien lebten. Die Ehe der Frosts soll im Oktober 1909 im Noble County (Oklahoma) geschieden worden sein, möglicherweise, weil Annie in einer Wild-West-Show arbeiten sollte.
Das historische Museum in Guthrie berichtet, dass Annie bald nach der Scheidung Whitmore R. Roach (1879–1947), einen gebürtigen Texaner, Veteran des Ersten Weltkrieges und Maler in Oklahoma City heiratete. Cattle Annie soll von 1910 bis 1912 in Fort Worth, Texas gelebt haben, ab 1912 wieder in Oklahoma City. Diese "Emma McDoulet Roach" wurde im Rose Hill Burial Park in Oklahoma City beigesetzt. Sie starb im Jahr 1978, kurz vor ihrem 96. Geburtstag. In ihrem Nachruf wurde nichts von ihren früheren Tagen oder ihr erster Vorname "Anna" erwähnt, sondern man bezieht sich auf "Emma", einer Kurzform von "Emmaline". In der Todesanzeige wird weiterhin erwähnt, dass sie in ihrer späteren beruflichen Laufbahn als Buchhalter gearbeitet hatte. Die Trauerfeier fand in ihrer Heimatgemeinde, der Olivet Baptist in Oklahoma City statt.
Inzwischen wurde bekannt, dass auch Little Britches kurze Zeit in Framingham in Haft war. Wo sie sich anschließend aufhielt, ist unbekannt. Einige Berichte legen nahe, dass Little Britches nach Tulsa zurückkehrte, dort eine Familie gründete und ein normales, unauffälliges Leben führte.

## Medien

### Film
In Johnsons Film Zwei Mädchen und die Doolin-Bande von 1981 ist vieles historisch ungenau. So ist Burt Lancaster viel älter als Bill Doolin. Rod Steiger spielt Marshal Bill Tilghman, Scott Glenn in der Rolle des Bill Dalton.